# Rue Trouillet
Pour les articles homonymes, voir Trouillet.
La rue Trouillet, également nommée rue Monseigneur-Trouillet et rue de l'Abbé-Trouillet, est une voie de la commune de Nancy, dans le département de Meurthe-et-Moselle, en région Lorraine.

## Situation et accès
La rue Trouillet est sise au sein de la Vieille-ville de Nancy, et appartient administrativement au quartier Ville-Vieille - Léopold.

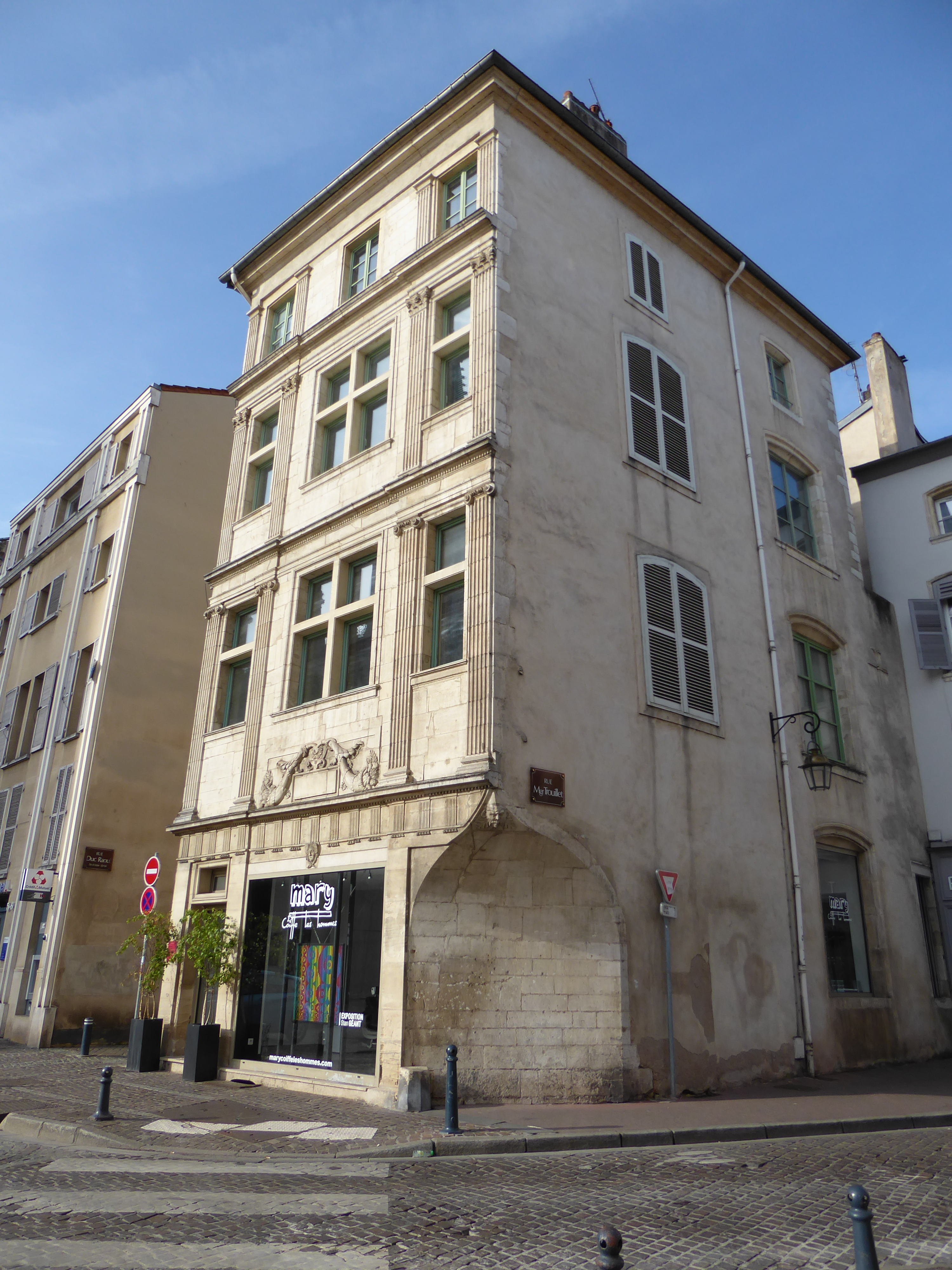
Maison d'angle, au carrefour partagé avec la place Saint-Epvre.

La voie relie la place Saint-Epvre à la place de l'Arsenal. Bien que courbe, elle se trouve parallèle et entre la Grande-rue et le cours Léopold.

## Origine du nom
Elle tient son nom de Joseph Trouillet, qui fut curé de la basilique Saint-Epvre située à proximité de cette rue.

## Historique
Après avoir porté les noms de « rue Roubonneau », « rue Roboam » et « petite rue Saint-Michel », elle a pris le nom de « rue du Point-du-Jour » en raison de l'enseigne d'une hôtellerie Au Point du Jour, avant de prendre sa dénomination actuelle le 21 mars 1891.

## Bâtiments remarquables et lieux de mémoire
- nos 9 et 9bis : Hôtel d'Haussonville, bâtiment objet d’un classement et d'une inscription au titre des monuments historiques depuis 1984[2].